# Robert Ralph Haynes
Robert Ralph Haynes ( n. 1945) es un botánico estadounidense.

## Algunas publicaciones
- 2000. The Najadaceae in the Southeastern United States

### Libros
- robert ralph Haynes, elias Landolt, ĉhamlō̜ng Phengklāi. 2001a. Flora of Thailand: Alismataceae, Aponogetonaceae, Ctenolophonaceae, Cymodoceaceae, Hamamelidaceae, Hydrocharitaceae, Lemnaceae, Limnocharitaceae, Melastomataceae, Polygalaceae, Potamogetonaceae, Sterculiaceae. Volumen 7, Parte 3. Editores Kai Larsen, Thawatchai Santisuk & The Forest Herbarium, Royal Forest Department, 8 pp.

- -------------------------. 2001b. Alismataceae, Aponogetonaceae, Ctenolophonaceae, Cymocodoceaceae, Hamamelidaceae, Hydrocharitaceae, Lemnaceae, Limnocharitaceae, Melastomataceae, Polygalaceae, Potemogetonaceae, Sterculiaceae. Volumen 7, Parte 3 de Flora of Thailand. Editor Applied Scientific Research Corporation of Thailand, 654 pp.

- j. Whitfield Gibbons, robert r. Haynes, joab l. Thomas. 1994a. Poisonous plants and venomous animals of Alabama and adjoining states. Edición ilustrada de University of Alabama Press, 345 pp. ISBN 0817304428 en línea

- robert ralph Haynes, lauritz b. Holm-Nielsen. 1994b. The 'Alismataceae'. Volumen 64 de Flora neotropica : monograph. Editor New York Botanical Garden, 112 pp. ISBN 0893273872

- -------------------------, -----------------------. 1992. The Limnocharitaceae. N.º 56 de Flora Neotropica. Edición ilustrada de Organization for Flora Neotropica by the New York Botanical Garden, 34 pp. ISBN 0893273694

- lauritz b. Holm-Nielsen, robert ralph Haynes. 1986. Flora of Ecuador: 191. Alismataceae ; 192. Limnocharitaceae; 193. Hydrocharitaceae ; 194. Juncaginaceae ; 195. Potamogetonaceae ; 196. Zannichelliaceae ; 197. Najadaceae. Opera Botanica Series B. Editores Gunnar Harling, Lennart Andersson & Department of Systematic Botany, 82 pp. ISBN 9186344382

- -------------------------. 1984. Flora de Veracruz: Alismataceae. Parte 37. Editor Instituto Nacional de Investigaciones sobre Recursos Bióticos, 20 pp. ISBN 8489600686

- -------------------------. 1973. A revision of North American Potamogeton subsection Pusilli (Potamogetonaceae). Editor Ohio State University. 280 pp.

- -------------------------. 1969. A monograph of the genus Conopholis (Orbanchaceae). Editor University of Southwestern Louisiana, 148 pp.

## Honores
Miembro de
- American Association for the Advancement of Science
- National Geographic Society; y de otras diversas sociedades científicas

### Epónimos
- (Potamogetonaceae) Potamogeton × haynesii Hellq. & G.E.Crow[1]

- La abreviatura «R.R.Haynes» se emplea para indicar a Robert Ralph Haynes como autoridad en la descripción y clasificación científica de los vegetales.[2]